# Es leuchtet meine Liebe
Es leuchtet meine Liebe é um filme mudo alemão dirigido por Paul L. Stein. Lançado em 1922, foi protagonizado por Mady Christians, Hans Heinrich von Twardowski e Olga Belajeff.